# Carrowmore Lake SPA
Carrowmore Lake SPA este o arie protejată (arie de protecție specială avifaunistică — SPA) din Irlanda întinsă pe o suprafață de 965,52 ha, integral pe uscat.

## Localizare
Centrul sitului Carrowmore Lake SPA este situat la coordonatele 54°11′33″N 9°47′00″W / 54.192603°N 9.783248°V.

## Înființare
Situl Carrowmore Lake SPA a fost declarat arie de protecție specială avifaunistică în noiembrie 1995 pentru a proteja 11 specii de animale.

## Biodiversitate
Situată în ecoregiunea atlantică, aria protejată nu include niciun habitat protejat.
La baza desemnării sitului se află mai multe specii protejate de  păsări (11): rață mare (Anas platyrhynchos), Anser albifrons flavirostris, rață-cu-cap-castaniu (Aythya ferina), rața moțată (Aythya fuligula), Aythya marila, Bucephala clangula, pescăruș sur (Larus canus), pescăruș râzător (Larus ridibundus), Mergus serrator, cormoran mare (Phalacrocorax carbo), chiră de mare (Sterna sandvicensis).